# Robert Nelles (homme politique belge)
Robert Nelles, né le 23 janvier 1958 à Saint-Vith est un homme politique belge germanophone, membre du Christlich Soziale Partei.
Il est licencié en philosophie (UCL, 1980); inspecteur du Forem (1991-2000); directeur auprès de la communauté germanophone (2000-).

## Fonctions politiques
- 2014 - : membre du parlement de la Communauté germanophone de Belgique (Christlich Soziale Partei).

## Décoration
- Chevalier de l'ordre de Léopold (2024)[1].